# Magdalena Smoleń-Wawrzusiszyn
Magdalena Małgorzata Smoleń-Wawrzusiszyn – polska językoznawczyni, dr hab. nauk humanistycznych, profesor uczelni i dyrektor Instytutu Językoznawstwa Wydziału Nauk Humanistycznych Katolickiego Uniwersytetu Lubelskiego Jana Pawła II.

## Życiorys
W 1998 ukończyła studia z zakresu filologii polskiej w Katolickim Uniwersytecie Lubelskim, 10 października 2007 obroniła pracę doktorską Perswazja w prozie retorycznej Jana Śniadeckiego, 12 września 2018 habilitowała się na podstawie pracy zatytułowanej Studia nad polskimi dyskursami marketingu. Została zatrudniona na stanowisku adiunkta w Instytucie Filologii Polskiej na Wydziale Nauk Humanistycznych Katolickiego Uniwersytetu Lubelskiego Jana Pawła II.
Jest profesorem uczelni i dyrektorem  Instytutu Językoznawstwa Wydziału Nauk Humanistycznych Katolickiego Uniwersytetu Lubelskiego Jana Pawła II.